# Nauka
Das Modul Nauka (Нау́ка, „Wissenschaft“, Aussprache: Na-uka) mit der ursprünglichen Bezeichnung Mnogozelewoi laboratorny modul (MLM, russisch Многоцелевой лабораторный модуль (МЛМ), englisch Multipurpose Laboratory Module, deutsche Übersetzung Mehrzweck-Labormodul), ist ein von RKK Energija und GKNPZ Chrunitschew im Auftrag von Roskosmos gebautes russisches Forschungsmodul für die Internationale Raumstation (ISS), das nach Verzögerungen im Juli 2021 gestartet ist und am 29. Juli 2021 an die ISS angedockt hat.

## Entwicklung

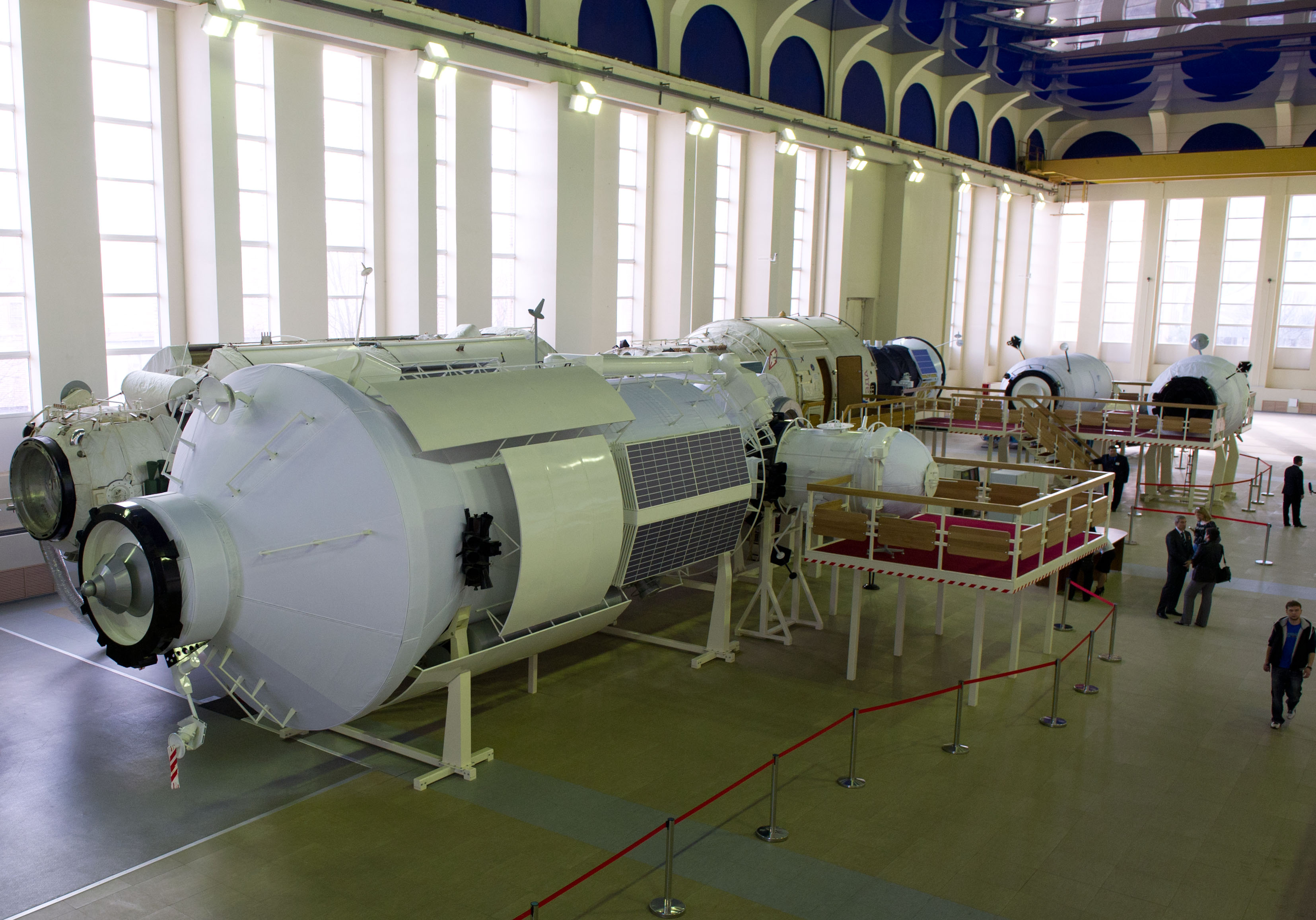
Nauka-Trainingsmodell im Juri-Gagarin-Kosmonautentrainingszentrum im April 2012

Erste Planungen der ISS aus den frühen 1990er Jahren sahen am russischen Segment der Station mehrere Forschungsmodule vor, die an den Basismodulen Sarja und Swesda angehängt werden sollten, um die Forschungskapazitäten deutlich zu erhöhen. Aufgrund knapper Mittel und Problemen mit Transportsystemen konnten diese Pläne jahrelang nicht weiter verfolgt werden. Erst 2009 und 2010 gelangten mit Poisk und Rasswjet, die auch als MIM 2 und MIM 1 bezeichnet werden, zwei kleine Module mit eingeschränkten Forschungsmöglichkeiten zur Station.
Im August 2004 entschloss man sich, zum Bau von Nauka auf das bereits seit 1998 zu rund 70 % fertiggestellte Sarja-Ersatzmodul mit der Bezeichnung FGB-2 (Abkürzung für russisch функционально-грузовой блок 2, englisch Functional Cargo Block 2) zurückzugreifen, das seit dem erfolgreichen Start von Sarja am 20. November 1998 nicht mehr benötigt wurde. Der frühere Hauptauftragnehmer GKNPZ Chrunitschew wurde 2006 durch RKK Energija ersetzt, jedoch beteiligte sich Chrunitschew weiterhin maßgeblich an der Herstellung des Moduls.
Das Nauka-Modul ist ähnlich dem Sarja-Modul aufgebaut, mit einer Länge von 13 m und einem maximalen Durchmesser von 4,1 m. Die Startmasse des Moduls soll 20,3 t betragen. Nach dem nachträglichen Einbau aller Elemente soll die Masse bis auf 24 t steigen. Das Modul ist in zwei Sektionen unterteilt, den zylindrischen Hauptteil und den kugelförmigen Übergangsadapter. Das unter Druck stehende Volumen beträgt 71 m³, davon entfallen 64 m³ auf den Hauptteil und 7 m³ auf den Adapter.
In der Ausgangskonfiguration verfügte Nauka über drei Kopplungsadapter: einen aktiven vom Typ „SSWP G4000“ am vorderen Ende, der zum Andocken an das Sarja-Modul der ISS gedacht war, sowie einen axialen und einen radialen passiven Adapter am kugelförmigen Kopplungsknoten. Der axiale passive Kopplungsstutzen vom Typ „SSWP G4000“ sollte zum Andocken von Sojus-Raumschiffen und Progress-Transportern dienen. Am radialen Adapter soll eine Luftschleuse zum Ausbringen von Experimenten in den freien Weltraum angebracht werden.
Im Jahre 2005 wurde ein Vertrag zwischen der russischen Raumfahrtbehörde Roskosmos und der europäischen ESA unterzeichnet, nachdem zusammen mit Nauka der europäische Roboterarm ERA gestartet werden soll. Neben Wartungs- und Überwachungsarbeiten wird es ERA möglich sein, Experimente mit Hilfe der Luftschleuse im Weltraum auszusetzen.
Nach mehreren Planungsänderungen wurde der Dockingadapter am Bug Naukas durch den größeren „SSWP G8000“ ersetzt und das Modul wurde am 29. Juli 2021 um 13:29 Uhr UTC am Nadir-Punkt von Swesda angebracht. Dazu wurde am 26. Juli 2021 um 10:55 Uhr UTC Pirs mit einem Progress-Transporter abgekoppelt und anschließend im Pazifik versenkt.
Am 26. November koppelte am Nadir-Kopplungsaggregat das Knotenmodul Pritschal (Uslowoi Modul, UM) mit insgesamt 6 Kopplungsstutzen an, welches die Montage weiterer Forschungsmodule (NEM 1) sowie das Ankoppeln bemannter und unbemannter Raumschiffe erlaubt.

## Technische Probleme, Startverzögerungen und Installation

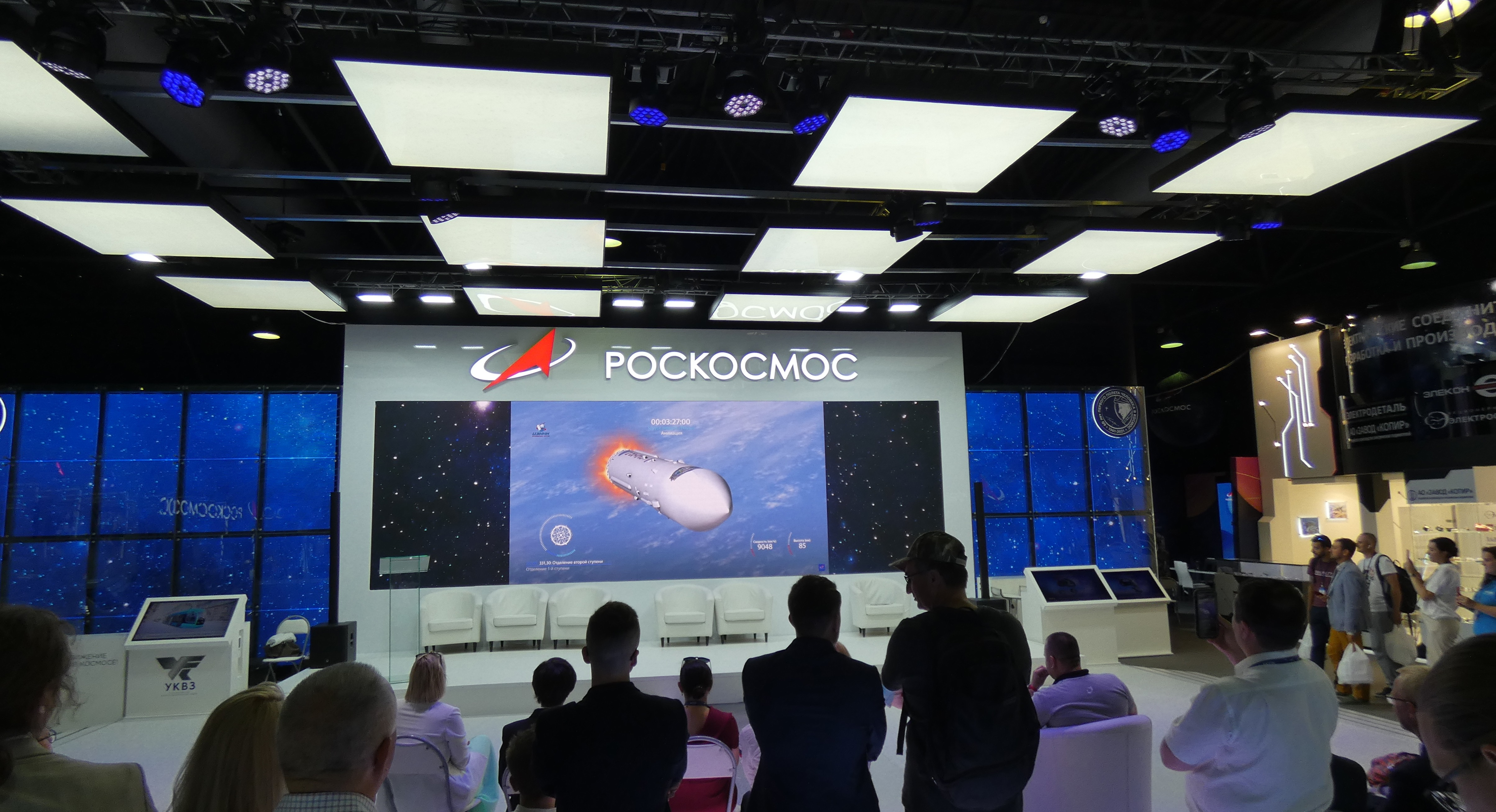
Live-Übertragung des Starts im Roskosmos-Pavillon auf dem Internationalen Luft- und Raumfahrtsalon 2021

Nauka soll zusammen mit dem European Robotic Arm (ERA) an Bord einer russischen Proton-M-Rakete vom Weltraumbahnhof Baikonur aus zur Raumstation gebracht werden. Der Start des zugeteilten Aufbaufluges 3R war ursprünglich für 2009 geplant, sollte dann 2014 erfolgen, verzögerte sich aber aufgrund mehrerer technischer Probleme immer wieder und war ab Oktober 2017 für den 21. März 2019 vorgesehen, die Kopplung sollte am 30. März 2019 erfolgen. Am 2. November 2017 gab RKK Energija dann mit dem 20. Dezember 2018 einen früheren Starttermin bekannt, der seitens der Staatlichen Kommission am 10. Dezember 2017 offiziell bestätigt wurde. Dieser Termin wurde im Mai 2018 erneut verschoben, wobei der Start für November 2019 geplant war. Der Start erfolgte schließlich am 21. Juli 2021.
Als Ursache wurden unter anderem schwerwiegende Probleme mit den Treibstoff- und Oxydatortanks angegeben. Bei einem Enttankungstest im Energija-Testlabor leckte eines der Treibstoffventile von Nauka. 2013 konnte dies auf Metallfragmente zurückgeführt werden, welche während des nicht fachgerechten Austausches einiger Teile beim Hersteller GKNPT Chrunitschew praktisch das gesamte hochkomplexe Treibstoffsystem kontaminiert hatten. Insbesondere die Reinigung der insgesamt sechs weitgehend identischen Treibstoff-, Oxydator- und Druckgasbehälter erwies sich mit herkömmlichen Mitteln als undurchführbar. Zur Reinigung wurde eine spezielle Technologie entwickelt, welche die vollständige Entfernung der Metallfragmente garantieren sollte, ohne die Funktionsfähigkeit der als Balgen ausgeführten Tanks durch bei der Reinigung befürchtete weitere Beschädigungen zu gefährden.
Rund drei Stunden nach dem Andocken von Nauka an die ISS, aktivierten sich plötzlich die Triebwerke von Nauka selbstständig, wodurch die gesamte Station eineinhalb Umdrehungen machte – etwa 540 Grad – bevor sie kopfüber anhielt. Nachdem der Treibstoff verbraucht war, konnte die Raumstation unter Zuhilfenahme der Triebwerke des Moduls Swesda und eines Progress-Raumfrachters wieder in ihre ursprüngliche Lage versetzt werden. Während des Zwischenfalls brach der Funkkontakt zum Boden für insgesamt 11 Minuten ab. Die Ursache für die ungeplante Zündung war nach Angaben von Roskosmos ein Softwarefehler.
Vor der Installation Naukas wurden im Rahmen des Shuttle-Transportfluges für das Modul Rasswet (STS-132) die Luftschleuse, ein Radiator sowie Ersatzteile für den europäischen Roboterarm ERA geliefert. Im All wurden diese Ausrüstungsgegenstände später durch den ERA an Nauka angebracht. An dem Radiator entstand im Oktober 2023 ein Leck, durch das Kühlmittel in den Weltraum austrat. Ähnliche Lecks hatte es zuvor bereits an den angekoppelten russischen Raumschiffen Sojus MS-22 und Progress MS-21 gegeben.

## Wissenschaftliche Aufgaben
Hauptaufgabe Naukas wird die Nutzung für Experimente sein. Zu den Bordsystemen gehört unter anderem die Kontrollstation für den europäischen Roboterarm ERA sowie Befestigungs- und Andockpunkte an der Außenhaut, die diesen mit Energie und Daten versorgen. Neben der eigenen Forschungskapazität stellt Nauka Kopplungsadapter für die Luftschleuse und ein Zubringerfahrzeug zur Verfügung. Freie Kopplungsstutzen halten die Option offen, den Forschungsbereich zu erweitern. Im Hauptteil des Moduls sind ein Schlafplatz (der dritte im russischen Stationssegment) sowie Wasch- und Toilettenanlagen geplant. Zur Lagerung von Frachten und Ersatzteilen sind bis zu 8 m³ Volumen vorgesehen. Bis zu 3 t wissenschaftliche Geräte finden in Nauka Platz, dafür stehen 4 m³ Volumen zur Verfügung.
Nauka verfügt über die gleichen Triebwerksysteme und Solargeneratoren wie Sarja. Nach dem Andocken an die Station sollen die Triebwerke zur ergänzenden Lagekorrektur der Station und als redundantes System bei einem Ausfall der Steuerungssysteme von Sarja und Swesda dienen. Zusätzlich verfügt das Modul über Treibstoffpumpen und Leitungen, die den Transfer des von Progress-Frachtern angelieferten Treibstoffs in die weiteren russischen Module ermöglichen sollen. Mit den Solargeneratoren soll Energie zum Betrieb des Moduls und zur Versorgung des russischen Segmentes erzeugt werden.